# تأثير جائحة كورونا 2019-20 على التلفزيون

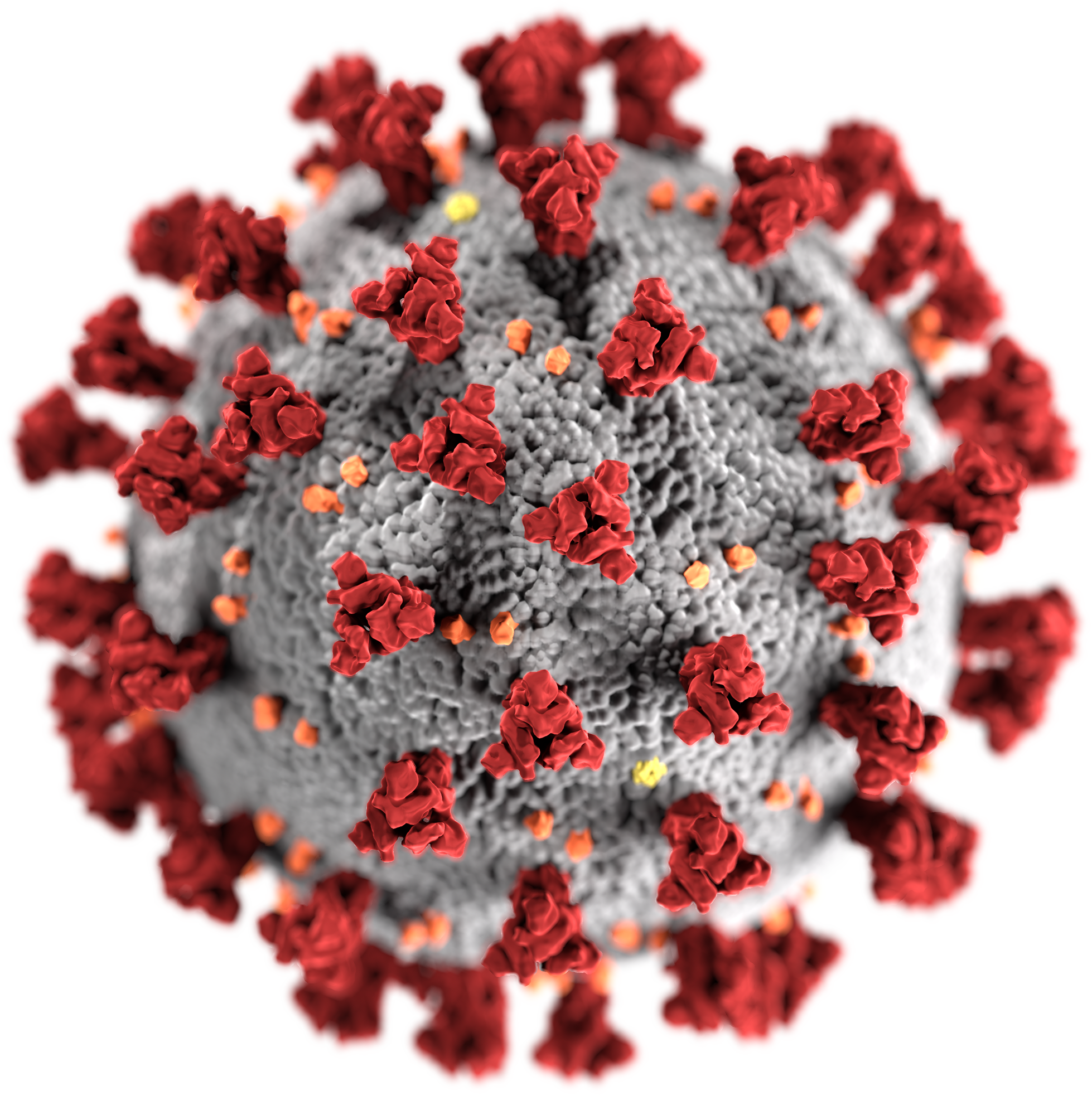

كان لجائحة فيروس كورونا 2019–20 تأثيراً كبيراً على صناعة التلفزيون، الذي انعكست آثاره في جميع قطاعات الفنون، وإيقاف أو تأجيل إنتاج البرامج التلفزيونية في العديد من البلدان مع ما يترتب على ذلك من آثار سلبية على الإيرادات (الحقوق ومبيعات الإعلانات) والعمالة.

## الإنتاج

### أستراليا
برامج Network 10, The Project, Dancing with the Stars Australia, و Studio 10 علقت حضور جمهورها داخل الاستوديو.
The Survivor: All Stars تم تصوير الحلقات بدون جمهور واستضافت Osher Günsberg، بدلاً من المضيف المنتظم للمسلسل Jonathan LaPaglia، بسبب قيود السفر.
تم تأجيل الموسم الثامن من Survivor الأسترالي، الذي كان من المقرر أن يبدأ التصوير في فيجي في أبريل، بعد قرار الحكومة الفيدرالية حظر السفر من المستوى 4 لمنع السفر الدولي.
غيّرت Network 10 أيضًا مسار السباق للموسم الخامس من <i id="mwKQ">The Amazing Race Australia</i> حتى تتمكن من التصوير فقط في أستراليا بدلاً من التصوير دوليًا. بالإضافة إلى ذلك، أوقف الموسم الثامن من <a href="https://en.wikipedia.org/wiki/The_Bachelor_(Australian_TV_series)" rel="mw:ExtLink" title="The Bachelor (Australian TV series)" class="cx-link" data-linkid="24">The Bachelor</a> التصوير في منتصف الموسم.
و أوقف Neighbours التصوير لمدة يومين بعد أن اتصل أحد أفراد الطاقم بشخص كان اختباره إيجابيًا لفيروس التاجي.
عند استئناف الإنتاج، نفذ Neighbours إرشادات جديدة، بما في ذلك تقسيم طواقمه وتجنب المشاهد الحميمة بين أعضاء فريق التمثيل.

### البرازيل
غيرت Rede Globo جدول برامجها من خلال توسيع برامجها الإخبارية المنتظمة وقطع برامج الترفيه.
```
وشمل ذلك تعليق تصوير  <a href="https://en.wikipedia.org/wiki/List_of_Rede_Globo_telenovelas" rel="mw:ExtLink" title="List of Rede Globo telenovelas" class="cx-link" data-linkid="47">telenovelas</a> من أجل سلامة طاقم العمل والطاقم.
[
5
]
```

وبسبب هذا، تم إلغاء عمل Amor de Mãe التي تعمل حاليًا على سلسلة 2011 Fina Estampa، واستبدال السلسلة الحالية 7:30 مساءً Salve-se Quem Puder بسلسلة 2015 Totalmente Demais ولاول مرة من سلسلة 6 مساءً القادمة Nos تم تأجيل Tempos do Imperador، حيث تم بث مسلسلات Novo Mundo 2017 في مكانها.
وأجبر الصحفيين في الشبكة ممن يبلغون فوق سن الستين على العمل عن بعد.

### كندا
في 11 مارس، أوقف الموسم الثامن من <i id="mwbA">Big Brother Canada</i> حضور الجمهور للحلقات.
خلال حلقة الأسبوع التالي، قدمت المضيفة أريسا كوكس الحلقة من منزلها من أجل تقليل خطر إصابة عائلتها بالعدوى.
وأظهرت الحلقة أيضا HouseGuests، الذين تم حجزهم داخل المنزل قبل أن تعلن منظمة الصحة العالمية عن حدوث جائحة.
في 24 مارس 2020، انتهى إنتاج الموسم.
تم إنتاج حلقة وداع خاصة تصور الأيام الأخيرة للعرض في 24 مارس و 25 مارس والتي تم بثها في 1 أبريل.
تم إلغاء كل من جوائز جونو  وجوائز الشاشة الكندية،  التي كان من المقرر بثها في مارس.
بالإضافة إلى إلغاء فيلم Night in Canada، أطلقت CBC Television أيضًا عددًا من المسلسلات الخاصة القصيرة المدى الأخرى خلال الوباء : بما في ذلك What You You At؟ مع Tom Power وهو برنامج حواري مسائي يوم الأحد لـTom Power يعمل على مقابلات عن بعد لكل من المشاهير والكنديين العاديين،  و Hot Docs at Home، سلسلة ليلة الخميس التي ستبث العديد من الأفلام الوثائقية الطويلة التي كان من المقرر عرضها لأول مرة في مهرجان الأفلام الوثائقية الساخن الكندي الذي تم إلغاؤه.

### اليابان
شجعت حفنة من استوديوهات الأنيمي موظفيها على العمل من المنزل على الرغم من أن توظيف الرسوم المتحركة المستقلة في بعض الاستوديوهات قد حد من تعطيل العمل.
إنتاجات الأنيمي بما في ذلك :
A3! Season Spring & Summer, A Certain Scientific Railgun T, Infinite Dendrogram, Asteroid in Love, The Millionaire Detective Balance: Unlimited
على ما يبدو بسبب الوباء.
كانت المنتجات التي تعتمد بشدة على الاستعانة بمصادر خارجية فيما بين أعمال التلوين والاستوديوهات في الصين هي الأكثر تضررا من جائحة COVID-19.
في 31 مارس، أغلقت شركة Toei استوديوها في طوكيو للتطهير بعد أن ظهرت نتيجة فحص الممثل الرئيسي لـ Mashin Sentai Kiramager إيجابية لـفيروس كوفيد-19 في اليوم السابق وتوقف إنتاج المسلسل.
ومع ذلك، في 3 أبريل، أصدر Toei بيانًا بأن الاستوديو لم يغلق على الرغم مما نقلته وسائل الإعلام، مشيرًا إلى أن الأخبار معلومات مضللة.
في 19 أبريل 2020، أعلنت TV Tokyo و MediaNet & ShoPro أن سلسلة Pokémon ستستمر في التوقف، مع تعليق الإنتاج على مسلسل أنيمي التلفزيوني مؤقتًا، وسيقوم أنيمي Pokémon بإعادة تشغيل الحلقات القديمة على جميع الشبكات وعلى تلفزيون طوكيو بدءًا من الأسبوع المقبل بسبب وضع وباء COVID-19 المعقد في اليابان.

### إسبانيا
منذ الأسبوع الثاني من شهر مارس، تم تصوير جميع البرامج بدون جمهور.
استمر الموسم الحادي عشر من مسابقة الموسيقى <i id="mwAZA">Operación Triunfo</i> في التوقف كإجراء وقائي ضد الوباء المستمر.
البرامج الكوميدية، قرر كل من Late Motiv و El intermedio و El Hormiguero إنشاء برامج منخفضة التكلفة تشمل عددًا أقل من الأشخاص مع الاستخدام المكثف لمؤتمرات الفيديو لتجنب العدوى.
أيضا، تم تعليق برامج الألعاب التلفزيونية مثل التكيف الإسبانية The Chase ( El Cazador )
أو أعيد بث حلقات مؤرشفة مثل Sabre y ganar و Ahora caigo و ¡Boom! و La ruleta de la suerte.

### تركيا
بعد حملة بدأها طاقم الممثلين وطاقم المسلسلات التلفزيونية المختلفة، علقت العديد من الشبكات مؤقتًا إنتاج برامجها التلفزيونية حتى إشعار آخر.
ومع ذلك، لا يزال يتم إنتاج عدد قليل من المسلسلات التلفزيونية.
بعضها من البيت (مثل مسلسل الحفرة)

### المملكة المتحدة
قامت هيئة الإذاعة البريطانية ( بي بي سي) بتأجيل التصوير لنسخة المشاهير من " سباق عبر العالم" التي كان من المقرر أن تبدأ التصوير في أبريل.
في الأسبوع التالي، علقت المنظمة إنتاج Peaky Blinders و Line of Duty.
ألغت Ant &amp; Dec's Saturday Night Takeaway مجموعة تسجيل ختامية في برنامج Walt Disney World بعد إغلاق الحديقة.
في 15 مارس، تم تعليق التصوير للموسم الثاني من سلسلة Netflix The Witcher في المملكة المتحدة لمدة أسبوعين.
اعتبارًا من الأسبوع الذي بدأ في 16 مارس، تم تصوير جيريمي فاين و QI بدون جماهير الاستوديو.
و في 18 مارس، أوقفت بي بي سي إنتاج الدراما الطبية والمسلسلات بما في ذلك EastEnders و Casualty و Doctors و Holby City.
في غضون ذلك، أعلنت ITV أن المسلسلات الخاصة بها، Emmerdale و Coronation Street، ستقلل من عدد الحلقات التي يتم بثها أسبوعيًا في المستقبل المنظور.
في السابق ألقت الملكة إليزابيث الثانية خطبًا قليلة جدًا غير مجدولة.
وفي 5 أبريل  و 11 أبريل  قامت بإلقاء خطاباً ملكياً للأمة، يتعلق بالوباء.

### الولايات المتحدة الأمريكية
علقت غالبية البرامج الترفيهية التلفزيونية الإنتاج بسبب الوباء. اعتمدت القنوات على مخزونها المتبقي من البرامج المكتملة التي لم يتم بثها بعد، والحلقات المكتملة المتبقية من المسلسلات التي توقف إنتاجها.
واجهت بعض البرامج تغييرات في الجدولة، أو تأخيرات في عروضها الأولى المجدولة، أو تقسيم مواسم البرامج مع الطبيعية (مع بث الحلقات المتبقية في وقت لاحق بمجرد استئناف الإنتاج).

#### رياضات
تسبب تعليق جميع البطولات والمسابقات الرياضية تقريبًا بسبب الوباء في حدوث مشاكل مضاعفة للمذيعين، حيث تشكل الأحداث الكبرى نوعًا من البرامج التلفزيونية التي يمكن أن تضمن في كثير من الأحيان عددًا كبيرًا من المشاهدين المباشرين، وبالتالي، إيرادات الإعلانات. كما تمثل أكبر وأهم الأحداث استثمارًا كبيرًا من قبل هيئات البث. في عام 2019، قدر إجمالي السوق لحقوق الإعلام الرياضي في الولايات المتحدة بمبلغ 22.42 دولارًا   مليار، تمثل 44 ٪ من السوق الدولية.
تدفع CBS Sports وTurner Sports
785مليون دولار سنويًا للتلفزيون عبر دوري كرة السلة للرجال NCAA، القسم الأول الذي ألغيت نسخته للعام 2020 قبل ستة أيام فقط من الموعد المقرر للبدء.
في عام 2019، كلف إعلان تجاري مدته 30 ثانية أثناء مباراة البطولة الوطنية على شبكة CBS حوالي 1.5 مليون دولار، بينما يمثل عقد CBS و Turner لبث البطولة حوالي 72 ٪ من الإيرادات السنوية لـ NCAA.
في وقت الإيقاف، كان الدوري الاميركي للمحترفين وNHL يقتربان أيضًا من التصفيات الخاصة بهما، وكان دوري البيسبول الرئيسي يقترب من بداية موسمه العادي، وكانت NBC Sports تقترب من تشكيلة حدث الربيع، بما في ذلك كنتاكي ديربي، وإنديانابوليس 500، و فرنسا المفتوحة —وكلّها ألغاها الوباء.
شعر المحللون أن تأجيل أو إلغاء دورة الألعاب الأولمبية الصيفية لعام 2020 سيكون له تأثير كبير على NBCUniversal، نظرًا لرسوم الحقوق المكثفة التي دفعها للتليفزيون، فقد أعلن مخزونه الإعلاني الكبير (باع 1.2 مليار دولار في الإعلانات للألعاب)
بالإضافة إلى الاستخدام المكثف لخصائص NBCUniversal المتنوعة لتغطية الألعاب الأولمبية (مثل خدمة البث الجديدة Peacock، التي كان من المتوقع أن يتزامن إطلاقها في يوليو مع الألعاب).
في 24 مارس، تم الإعلان عن تأجيل الألعاب إلى 2021.

#### برامج جديدة تم إنشاؤها استجابة للحدث
ظهرت العديد من العروض الخاصة التي تضم موسيقيين يؤدون من منازلهم، بما في ذلك:
- حفل استقبال غرفة المعيشة في فوكس لأمريكا (الذي تم بثه بدلاً من حفل جوائز موسيقى iHeartRadio المؤجل بسبب الجائحة، وتم بثه من قبل محطات راديو iHeartMedia وقنوات كابل شركة فوكس )، [29][30]

- عرض خاص من CBS يضم Garth Brooks و Trisha Yearwood، ويقدمان ACM: Our Country (برنامج للفنانين يتم بثه بدلاً من جوائز ACM المؤجلة، أيضًا على CBS)
- The Disney Family Singalong ( برنامج خاص بدأ في 16 أبريل، وتضمن عروض الكاريوكي لأغاني ديزني مع ضيوف مشاهير) [31]
- One World: Together at Home (الذي تم بثه في 18 أبريل على شكل بث متعدد الشبكات عبر ABC و CBS و NBC و العديد من شبكات الكابلات الأخرى وخدمات البث)، و
- إنقاذ أنفسنا (سيتم بثه بواسطة BET في 22 أبريل، مع التركيز بشكل خاص على تأثير الوباء على المجتمعات الأمريكية الأفريقية ).[32][33]

## الإنتاج المتأثر
اعتبارًا من مارس 21, 2025، أعلنت عدد من البرامج التلفزيونية أن الإنتاج إما تأخر أو توقف تمامًا.
تستمر بعض العروض في الإنتاج ولكن بدون جمهور في الاستوديو، وبعض العروض ستتم إعادة بثها.
ستنهي العروض الأخرى مواسمها قبل الأوان بسبب عدم قدرتها على إنهاء الإنتاج.